# Stueng Mean Chey
Stueng Mean Chey es una comuna (khum) del distrito de Meanchey, en la provincia de Nom Pen, Camboya. En marzo de 2008 tenía una población estimada de 88 590 habitantes.
Se encuentra ubicada junto a los ríos Mekong y Bassac, al sur del lago Sap (Tonlé Sap).